# Sai Wan Ho (stacja MTR)
Sai Wan Ho (chiński: 西灣河) – jedna ze stacji MTR, systemu szybkiej kolei w Hongkongu, na Island Line. Została otwarta 31 maja 1985. 
Znajduje się na wyspie Hongkong, pod Shau Kei Wan Road, w obszarze Sai Wan Ho, w dzielnicy Eastern.